# Alifatično jedinjenje
U organskoj hemiji, alifatična jedinjenja su aciklična ili ciklična, nearomatična jedinjenja ugljenika.

## Struktura
U alifatičnim jedinjenjima, atomi ugljenika su spojeni u pravim ili razgranatim lancima, ili u ne-aromatičnim prstenovima (u kom slučaju ona se nazivaju aliciklična jedinjenja). Alifatična jedinjenja mogu da budu zasićena, da sadrže samo jednostruke veze (alkani), ili nezasićena, sa dvostrukim (alkeni) ili trostrukim vezama (alkini). Pored vodonika, drugi elementi mogu da budu vezani za atome ugljenika, najčešće kiseonik, azot, sumpor, ili hlor.
Najjednostavnije alifatično jedinjenje je metan (4). Alifatici obuhvataju alkane (npr. parafinske ugljovodonike), alkene (npr. etilen) i alkine (npr. acetilen). Masne kiseline se sastoje od nerazgranatog alifatičnog repa vezanog za karboksilnu grupu.

## Osobine
Većina alifatičnih jedinjenja su zapaljiva. Ugljovodonici se koriste kao goriva, npr. metan u Bunzenovom plameniku, i tečni prirodni gas i acetilen u zavarivanju.

## Primeri alifatičnih jedinjenja
Najvažnije grupe alifatičnih jedinjenja su:
- -, izo- i ciklo-alkani (zasićeni ugljovodonici)
- -, izo- i ciklo-alkeni i -alkini (nezasićeni ugljovodonici).

Značajni primeri nisko molekulskih alifatičnih jedinjenja su navedeni u sledećoj listi (sortirani po broju atoma ugljenika):
| Formula | Ime              | CAS-broj     | Strukturna formula | Hemijska klasifikacija   |
| ------- | ---------------- | --------- | ------------------ | ------------------------ |
|         | Metan            | 74-82-8   |                    | Alkan                    |
|         | Acetilen         | 74-86-2   |                    | Alkin                    |
|         | Eten             | 74-85-1   |                    | Alken                    |
|         | Etan             | 74-84-0   |                    | Alkan                    |
|         | Propin           | 74-99-7   |                    | Alkin                    |
|         | Propen           | -         |                    | Alken                    |
|         | Propan           | -         |                    | Alkan                    |
|         | 1,2-Butadien     | 590-19-2  |                    | Dien                     |
|         | 1-Butin          | -         |                    | Alkin                    |
|         | Buten            | -         | e.g.               | Alken                    |
|         | Butan            | -         |                    | Alkan                    |
|         | Cikloheksen      | 110-83-8  |                    | Cikloalken               |
|         | N-Pentan          | 109-66-0  |                    | Alkan                    |
|         | Cikloheptan      | 291-64-5  |                    | Cikloalkan               |
|         | Metilcikloheksan | 108-87-2  |                    | Cikloheksan              |
|         | Kuban            | 277-10-1  |                    | Ciklobutan               |
|         | Nonan            | 111-84-2  |                    | Alkan                    |
|         | Diciklopentadien | 77-73-6   |                    | Dien, Cikloalken         |
|         | Felandren        | 99-83-2   |                    | Terpen, Dien Cikloalken  |
|         | α-Terpinen       | 99-86-5   |                    | Terpen, Cikloalken, Dien |
|         | Limonen          | 5989-27-5 |                    | Terpen, Dien, Cikloalken |
|         | Undekan          | 1120-21-4 |                    | Alkan                    |
|         | Skvalen          | 111-02-4  |                    | Terpen, Polien           |
|         | Polietilen       | 9002-88-4 |                    | Alkan                    |

(CAS registarski broj koji je prikazan za neka od jedinjenja je zaštitni znak Američkog hemijskog društva.)